# 沈潔
沈 潔（シェン・ジエ Shen Jie, 1972年-）は、中国の上海出身の女優。
1982年、10歳のとき、台湾系作家・林海音の自伝小説を呉胎弓監督が映画化した『北京の想い出』に主人公の英子役で出演した。沈潔は天真爛漫の少女を演じて沢山の人々の心を奪った。
1992年3月に高校を卒業して来日し、2年後に東洋大学法学部に入学。NHKのラジオ、テレビの中国語講座に出演した。

## 経歴
- 1972年2月、中国の上海で生まれる。
- 1982年、映画『北京の想い出』に出演。
- 1992年、高校を卒業し来日、言語学校で日本語を勉強。
- 1994年、東洋大学法学部に入学。